# Antoine Houdar de La Motte
Antoine Houdar de La Motte (Parigi, 17 gennaio 1672 – Parigi, 26 dicembre 1731) è stato uno scrittore e drammaturgo francese. Rivestì un ruolo importante nella vita letteraria dei suoi tempi, per i suoi scritti e le sue idee.

## Biografia
Figlio di un produttore di cappelli (modista), Houdar de La Motte, studiò presso i gesuiti, continuando poi a studiare diritto prima di dedicarsi completamente alla letteratura.
Nel 1693, la sua prima opera, la commedia Les Originaux,farsa in prosa mista donata al Théâtre de la comédie italienne di Parigi, fu un fiasco tale che Houdar, depresso, pensò di farsi monaco. Entrò all'Abbazia di Notre-Dame de la Trappe ma ne uscì dopo due mesi, prima di aver preso l'abito, sconsigliato fortemente dall'abate.
Sei anni dopo, conobbe il successo con il libretto d'opera, L'Europe galante (1697). Incoraggiato da questo debutto, iniziò a scrivere numerosi libretti per compositori come André Campra, Destouches e Marin Marais. Introdusse nell'opera tre innovazioni: il balletto, la pastorale e la commedia-balletto. Scrisse anche sei commedie che ebbero meno successo, anche se Le Magnifique e L'Amante difficile ottennero un certo apprezzamento. In questa occasione apparve sulla scena, per la prima volta, Silvia, l'interprete preferita di Marivaux. Il pezzo ha anche annunciato il gioco d'amore applicato al teatro dal grande drammaturgo. Se la scrittura di Houdart è più breve, approccia la stessa problematica, con un senso di comicità; come il suo rivale in arte drammatica, è femminista. Scrisse quattro tragedie, delle quali, Ines de Castro (1723), basata su una storia di Camões, trionfò alla Comédie-Française ben prima di quella di Montherlant che ne riprese il soggetto.
Nel salotto della marchesa di Lambert, del quale La Motte fu uno dei pilastri, assieme al suo amico Fontenelle, e con il quale condivise senza pregiudizio e spirito di indagine, discusse la questione se la versificazione era essenziale per la poesia. Alla fine si stabilì che i versi rendevano il poeta schiavo di regole inutili, complesse e dannose, favorendo cavilli e circonlocuzioni e ostacolando la vera espressione della poesia. Essi raccomandarono di tornare alla chiarezza e fermezza della prosa, soprattutto nel teatro. Houdar La Motte volle dimostrare che la prosa poteva ben servire la poesia. Citò Les Aventures de Télémaque di Fénelon come esempio e mise in prosa una scena di  Mitridate di Racine, sostenendo che ne guadagnava da questo trattamento. Eppure, in quanto ammiratore di La Fontaine, scrisse delle favole in versi. Alcune hanno uno stile molto completo, e mostrano un certo pessimismo.
Fu uno dei più assidui frequentatori del salotto di Luisa Benedetta di Borbone-Condé, nella cerchia dei cavalieri dell'ordine parodistico Ordre de la Mouche à Mie, e partecipò al salone letterario e alle Grandes Nuits de Sceaux che ella tenne nel suo Château de Sceaux.
Houdar de La Motte discusse anche sulla validità delle convenzioni teatrali classiche, tra cui la regola delle tre unità:
(Antoine Houdar de la Motte)
Tradusse in versi, nel 1714, senza conoscere il greco antico, l’Iliade pubblicata da Anne Dacier nel 1699. La prefazione a questa traduzione contiene un Discours sur Homère, in cui, dopo aver intrapreso una critica dell'originale di cui evidenzia la volgarità dei personaggi, la loro prolissità dei discorsi, ripetizioni, enumerazioni, ecc, egli dice: "Mi son preso la libertà di cambiare ciò che ho trovato sgradevole." Nelle sue Réflexions sur la critique, precisò:
(Antoine Houdar de la Motte)
Infatti, La Motte non solo aveva accorciato dalla metà l'opera di Omero, riducendo da 24 a 12 i canti, ma l'aveva abbellita e reso attuale. Anne Dacier non apprezzò il lavoro e rispose con un Traité des causes de la corruption du goût. La Motte ha rispose a sua volta, nelle sue Réflexions sur la critique (1716), in cui, facendo rivivere la Querelle des Anciens et des Modernes avviata da Charles Perrault nel XVII secolo, prese risolutamente le parti del partito dei moderni. A prescindere dai meriti di questa polemica, mantenne sempre uno spirito e cortesia molto contrastante con i metodi dei suoi rivali. Eppure ha adattato un antico testo: La Matrone d'Ephèse, non indignato dall'infedeltà della vedova disposta a sacrificare il corpo del suo vecchio marito per salvare il suo giovane amante. Piuttosto, egli sembra sorridere per lo spirito di questa situazione insolita.
Il caso fece scalpore. Jean-Baptiste Rousseau, che non perdonava a La Motte di essere stato eletto all'Académie française, contro il suo parere, gli lanciò epigrammi velenosi. Fatti sul tema di piccoli soggetti dove i protagonisti erano facili da riconoscere sotto nomi fittizi. In ultima analisi, Fénelon scelse, per giudicare la discussione, di mettere tutti d'accordo dichiarando "non possiamo elogiare troppo i moderni che fanno grandi sforzi per superare gli antichi. Una così nobile emulazione promette molto; mi sarebbe sembrato pericoloso se avesse disprezzato e smesso di studiare questi grandi originali."
La Motte era anche uno dei clienti abituali dei caffè filosofici, che frequentavano il locale della vedova Laurent, del Graudot o il Café Procope. Eletto all'Académie françaisel'8 febbraio 1710, poco dopo essere diventato cieco portando la sua disabilità con stoicismo. A un giovane che lo aveva schiaffeggiato perché gli aveva pestato un piede, disse: "Tu sarai molto dispiaciuto, signore, io sono cieco.".
Nel 1726, intrattenne una fitta corrispondenza con Luisa Benedetta di Borbone-Condé dalla quale emerge – benché cieco e paralizzato nelle sue membra - aveva la gotta, e la sua protettrice lo aiutò a procurarsi una sedia a rotelle, e giocavano all'amante e alla pastorella ingenua. Ha un dipinto che lo rappresenta, con Fontenelle e Saurin, nel soggiorno della sorella di madame Tencin, quest'ultima mentre serve loro del cioccolato.
Dopo la morte venne inumato nella chiesa di Saint-André-des-Arts a Parigi.

## Opere
Houdar La Motte compose delle Odi, di solito abbastanza erotiche, e tra queste l'Émulation, sur la mort de Louis XIV e À la Paix, ma forse la più importante quella su l'Homme.
Pubblicò nel 1719 le Fables nouvelles, che voleva sottolineare che i soggetti sono di sua invenzione, a differenza di quelli di  La Fontaine, che era stato ispirato dall'antica favolista. Queste favole, che mancano di poesia e si sviluppano con la stringatezza di una dimostrazione di matematica, sembrano non avere altro scopo che arrivare alla conclusione morale. Alcune di esse, tuttavia, contengono dei versi felici.
Egli scrisse anche dei testi per cantate sacre quali Élisabeth Jacquet de La Guerre messa in musica (nel 1708: Esther, Le Passage de la Mer Rouge, Jacob et Rachel, Jonas, Suzanne, Judith; nel 1711: Adam, Le Temple rebâti, Le Déluge, Joseph, Jephté et Samson).
La sua reputazione, oggi, si basa sulla eccellente prosa in cui esprimeva le sue opinioni, molto meglio dei suoi versi, difficili e incolori. Ricordiamo, inoltre, che si astenne dal rispondere ad una lettera di Jean-Philippe Rameau che avrebbe voluto mettere in musica uno dei suoi libretti: probabilmente una grande occasione mancata da Houdar de La Motte. Ma, più che per le sue produzioni, è per il suo ruolo che aveva nel movimento di idee e il posto importante che occupava nella vita letteraria del suo tempo, che il nome di Houdar La Motte è sopravvissuto fino ai nostri giorni. "Ha dimostrato, secondo Voltaire, che nell'arte della scrittura ci può essere ancora qualcosa di secondo piano."

### Opere poetiche
- Le Premier livre de l'Iliade, traduit en vers français, 1701
- Églogue sur la naissance de le duc de Bretagne, 1707
- Odi
  - Odes avec un Discours sur la poésie en général, et sur l'ode en particulier, 1707 (plusieurs éditions ultérieures)
  - Le Deuil de la France, ode, 1712
  - Le Souverain, ode, 1712
  - Ode sur la mort de Louis le Grand, ode, 1716
  - La critique, ode, 1720
- Favole
  - Fables nouvelles, Paris, 1719 (plusieurs éditions ultérieures)
  - Le Cygne, fable allegorique, 1714
  - L'Indien et le soleil, 1720

### Opere critiche
- Discours sur Homère, 1714
- Réflexions sur la critique, Paris, G. Du Puis, 1715
- Discours sur la fable, Paris, Grégoire Dupuis, 1719
- Discours sur la poésie, Paris, Prault l'aîné, 1754
- Discours sur la tragédie, Paris, Prault l'aîné, 1754
- Suite des Réflexions sur la tragédie, 1730

### Opere drammatiche

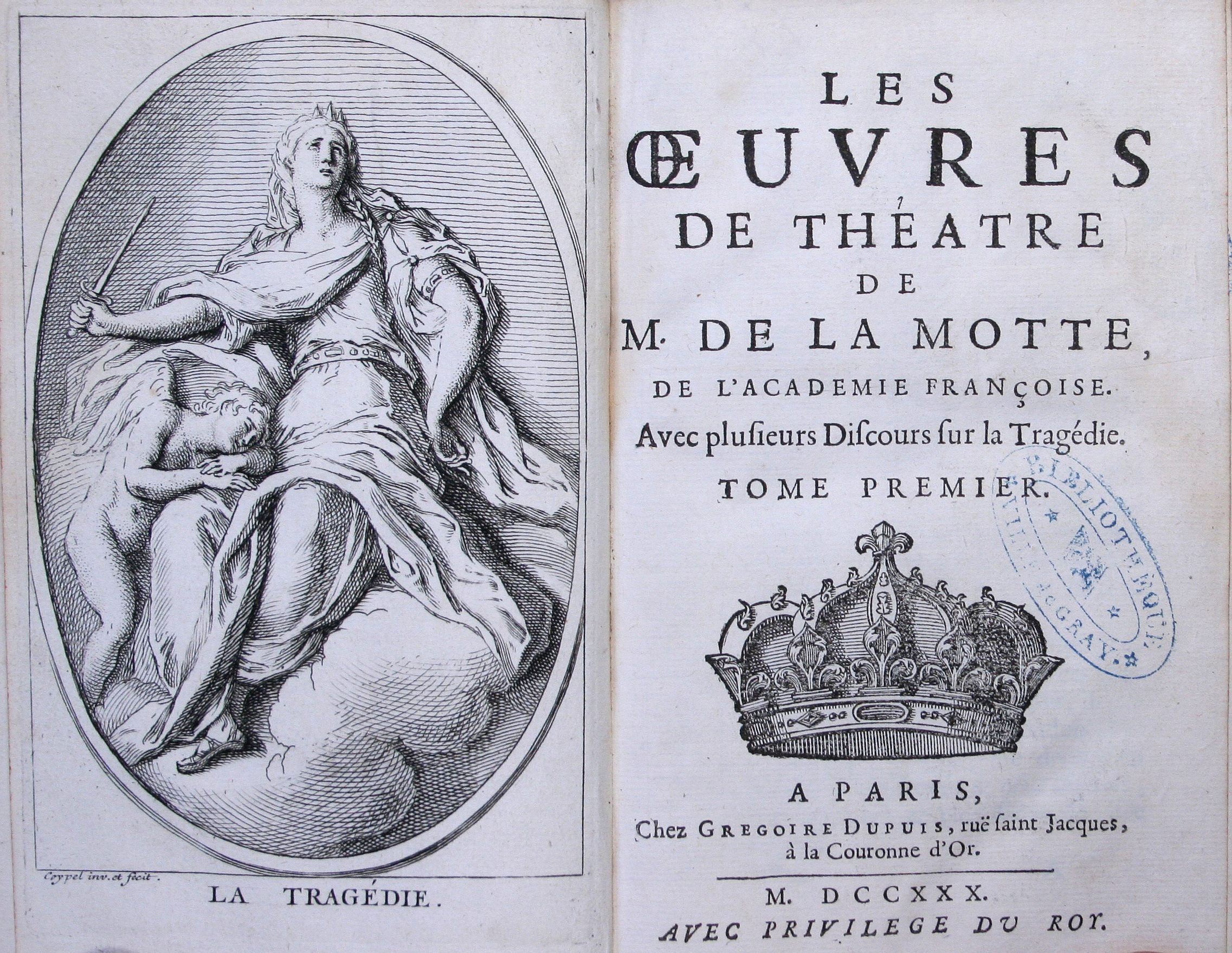
Frontespizio di un titolo edito nel 1730 (esemplare della biblioteca di Gray)

- Les Originaux ou l'Italien, commedia in musica in 3 atti, musica di M. de Masse, rappresentata al théâtre de l'Hôtel de Bourgogne, il 13 agosto 1693
- Issé, pastorale eroica in 3 atti e un prologo, rappresentata al castello di Fontainebleau il 7 ottobre 1697
- L'Europe galante, opéra-ballet in 4 atti e un prologo, musica di André Campra, rappresentata al théâtre du Palais-Royal (Académie royale de musique) il 24 ottobre 1697
- Amadis de Grèce, tragedia lirica in 5 atti e un prologo, musica di André Cardinal Destouches, rappresentata il 25 marzo 1699 (Académie royale de musique)
- Marthésie, première reine des Amazones, tragedia lirica in 5 atti e un prologo, musica di André Cardinal Destouches, rappresentata al castello di Fontainebleau l'11 ottobre 1699
- Le Triomphe des arts, opéra-ballet in 5 atti, musica di Michel de La Barre, rappresentata al théâtre du Palais-Royal (Académie royale de musique) il 16 maggio 1700
- Canente, tragedia lirica in 5 atti e un prologo, musica di Pascal Collasse e Antoine Dauvergne, rappresentata al théâtre du Palais-Royal (Académie royale de musique) il 4 novembre 1700
- Les Trois Gascons, commedia con divertissements in 1 atto, con Nicolas Boindin, musica di Giuseppe Maria Cambini e Nicolas Racot de Grandval, detto Grandval le Père, rappresentata alla Comédie-Française il 4 giugno 1701
- Omphale, tragedia lirica in 5 atti e un prologo, musica di André Cardinal Destouches, rappresentata al théâtre du Palais-Royal (Académie royale de musique) il 10 novembre 1701
- La Matrone d'Éphèse, commedia in prosa in 1 atto, rappresentata alla Comédie-Française il 23 settembre 1702
- Le Carnaval et la folie, comédie-ballet in4 atti e un prologo, musica di André Cardinal Destouches, rappresentata al castello di Fontainebleau il 3 gennaio 1703
- Le Port de mer, commedia in prosa in 1 atto, con Nicolas Boindin, musica di Nicolas Racot de Grandval, detto Grandval le Père, rappresentata alla Comédie-Française il 27 maggio 1704
- La Vénitienne, opéra-ballet in un prologo e 3 atti, musica di Michel de La Barre, rappresentata al théâtre du Palais-Royal (Académie royale de musique) il 26 maggio 1705; rrimessa in musica da Antoine Dauvergne, Académie royale de musique, 6 maggio 1768
- Sémélé, tragedia lirica in 5 atti, musica di Marin Marais, rappresentata al théâtre du Palais-Royal (Académie royale de musique) il 9 aprile 1709
- La Ceinture de Vénus, tableau dramatique, musica di Jean-Joseph Mouret, rappresentata allo château de Sceaux il 19 aprile 1715
- Alcione, tragedia lirica in 5 atti e un prologo, musica di Marin Marais, rappresentata al théâtre du Palais-Royal (Académie royale de musique), il 18 febbraio 1706
- Apollon et les muses, tableau dramatique, musica di Jean-Joseph Mouret, rappresentata allo château de Sceaux il 19 aprile 1715
- L'Amante difficile ou l'amant constant, commedia in prosa in 5 atti, con Pierre Rémond de Sainte-Albine, rappresentata al théâtre de l'Hôtel de Bourgogne il 17 ottobre 1716
- Les Macchabées, tragedia in versi in 5 atti, rappresentata alla Comédie-Française il 6 marzo 1721
- Romulus, tragedia in versi in 5 atti, rappresentata alla Comédie-Française l'8 gennaio 1722
- Inès de Castro, tragedia in versi in 5 atti, rappresentata alla Comédie-Française il 6 aprile 1723
- Œdipe, tragedia in versi in5 atti, rappresentata alla Comédie-Française il 18 marzo 1726
- Dalcyone, opéra, rappresentata nel settembre 1730
- L'Italie galante ou les contes, commedia in un prologo e 3 parti (Le Talisman, Richard Minutolo, Le Magnifique), rappresentata alla Comédie-Française l'11 maggio 1731
- L'Amante difficile, divertissement in prosa in 5 atti, musica di Jean-Joseph Mouret, rappresentata al théâtre de l'Hôtel de Bourgogne il 23 agosto 1731
- Scanderberg, tragedia lirica in 5 atti e un prologo, con Jean-Louis-Ignace de La Serre, musica di François Francœur e François Rebel, rappresentata al théâtre du Palais-Royal (Académie royale de musique) il 25 ottobre 1735
- Pygmalion, balletto, rivisto da Ballot de Sauvot, musica di Jean-Philippe Rameau, rappresentato al castello di Fontainebleau il 27 agosto 1748
- Prométhée, prologo in versi, rappresentato a Parigi il 9 gennaio 1753
- Titon et l'Aurore, pastorale eroica in 3 atti, con Claude-Henri de Fusée de Voisenon e l'abbé de La Marre, musica di Jean-Joseph Cassanéa de Mondonville, rappresentata al théâtre du Palais-Royal (Académie royale de musique) il 9 gennaio 1753
- Le Magnifique, commedia in 2 atti e un prologo con tre intermezzi, rappresentata al castello di Fontainebleau il 15 novembre 1753
- Le Ballet des fées, balletto
- Le Calendrier des vieillards, commedia in prosa in 1 atto
- Climène, pastorale in versi in un atto
- Les Âges, opéra-ballet in 4 atti e un prologo